# یون سانگ هیون
یون سانگ هیون (به کره‌ای: 윤상현 به انگلیسی: Yoon Sang-hyun) (زاده ۱۲ سپتامبر ۱۹۷۳ در سئول) بازیگر، خواننده در کره جنوبی است.
او به دلیل بازی در مجموعه تلویزیونی آتش بازی، باغ مخفی و لویی پادشاه خرید شناخته می‌شود.